# Karangpandan (Pakisaji)
Karangpandan is een bestuurslaag in het regentschap Malang van de provincie Oost-Java, Indonesië. Karangpandan telt 5319 inwoners (volkstelling 2010).